# Machimus subgenitalis
Machimus subgenitalis là một loài ruồi trong họ Asilidae. Machimus subgenitalis được Bromley miêu tả năm 1935. Loài này phân bố ở miền Ấn Độ - Mã Lai.